# Jacobi–Maddens ekvation
Inom talteori är Jacobi–Maddens ekvation  Diofantiska ekvationen:
{\displaystyle a^{4}+b^{4}+c^{4}+d^{4}=(a+b+c+d)^{4}\,}
introducerad av fysikern Lee W. Jacobi och matematikern Daniel J. Madden 2008.  Variablerna a, b, c och d kan vara vilka som helst heltal, positiva, negativa eller 0.  
Jacobi och Madden bevisade att ekvationen har oändligt många lösningar där alla variabler är nollskilda.